# اولیوا
اولیوا (به لاتین: Olyva) یک منطقهٔ مسکونی در اوکراین است که در شهرداری یالتا واقع شده‌است. اولیوا ۲٫۲۳ کیلومتر مربع مساحت و ۳۷۹ نفر جمعیت دارد و ۲۸۶ متر بالاتر از سطح دریا واقع شده‌است.